# Международный день борьбы за ликвидацию насилия в отношении женщин
Международный день борьбы за ликвидацию насилия в отношении женщин (на других официальных языках ООН: англ. International Day for the Elimination of Violence against Women, араб. اليوم الدولي للقضاء على العنف ضد المرأة, исп. Dia Internacional de la Eliminacion de la Violencia contra la Mujer, кит. 消除对妇女的暴力行为国际日, фр. la Journée internationale pour l'élimination de la violence à l'égard des femmes) призван обратить внимание на проблему насилия над женщинами во всех странах планеты. Отмечается ежегодно 25 ноября.

## История
Международный день борьбы за ликвидацию насилия в отношении женщин был установлен Генеральной Ассамблеей ООН в 2000-м году (резолюция № A/RES/54/134). Дата выбрана в память сестёр Мирабаль, убитых в Доминиканской Республике 25 ноября 1960 года.
Генеральная Ассамблея в своей резолюции предложила правительствам, учреждениям системы ООН, международным и неправительственным организациям проводить в этот день мероприятия, привлекающие внимание общества к проблеме насилия в отношении женщин.
Генеральный секретарь ООН в своих посланиях 2004—2005 гг. говорит, что насилие в отношении женщин крайне распространено, присуще всем культурам и затрагивает женщин независимо от их расы, достатка, происхождения. Женщины сталкиваются с насилием в правовой сфере и в повседневной жизни. Генеральный секретарь ООН отмечает, что на Всемирном саммите в 2005 году «лидеры стран обязались удвоить усилия по ликвидации всех форм насилия в отношении женщин и девочек».

## Статьи о документах, на которые ссылается Резолюция № A/RES/54/134
- Всеобщая декларация прав человека
- Международный пакт об экономических, социальных и культурных правах
- Международный пакт о гражданских и политических правах
- Конвенция о ликвидации всех форм дискриминации в отношении женщин
- Конвенция против пыток и других жестоких, бесчеловечных или унижающих достоинство видов обращения и наказания

### Некоторые международные документы, на которые ссылается Резолюция № A/RES/54/134
- Декларация об искоренении насилия в отношении женщин, 1993 год